# Roger Guyett
Roger Guyett é um especialista em efeitos especiais e montador inglês. Nomeado ao Óscar por Star Wars: The Force Awakens, Star Trek Into Darkness, Star Trek e Harry Potter and the Prisoner of Azkaban, foi nomeado, também, ao Óscar 2019 na categoria de Melhores Efeitos Visuais por Ready Player One.